# 영나인
영나인(1994년 5월 13일 ~)은 대한민국의 래퍼다. 2019년 믹스테잎 [He'story]로 데뷔했다.

## 방송
- 쇼미더머니 11 (2022) - Top108

## 음반
- He'story (2019)
- 빽 투 더 퓨쳐 (2019)
- Rockin' Wit the BESTS (2020)
- Shall We 살싸 (2020)
- 한글패 (Prod. Xan CLA) (2020)
- U.R.B Cypher Vol. 1 (2020)
- U.R.B Cypher Vol. 2 (2021)
- 거기서 만나 (2021)
- Intoxicated (2021)